# Michelena (Venezuela)
Pour les articles homonymes, voir Michelena.
Michelena est le chef-lieu de la municipalité de Michelena dans l'État de Táchira au Venezuela. C'est le lieu de naissance d'Ilich Ramírez Sánchez, terroriste responsable de nombreux crimes en Europe.